# Turkse FC Beringen
Turkse FC Beringen is een Belgische voetbalclub uit Beringen. De club werd gesticht in 1969 en is aangesloten bij de KBVB met stamnummer 8752 en heeft rood-wit als kleuren. Turkse FC speelt in de provinciale reeksen, en speelt hoofdzakelijk met spelers van Turkse origine.

## Resultaten
| Seizoen | Klasse | Klasse | Klasse | Klasse | Klasse | Klasse | Klasse | Klasse | Klasse | Reeks                                                    | Punten                                                   | Opmerkingen                                              |
|         | 1A     | 1B     | 1Am    | 2Am    | 3Am    | P.I    | P.II   | P.III  | P.IV   | Vanaf 2016-17 zijn er 3 nationale en 2 regionale niveaus | Vanaf 2016-17 zijn er 3 nationale en 2 regionale niveaus | Vanaf 2016-17 zijn er 3 nationale en 2 regionale niveaus |
| ------- | ------ | ------ | ------ | ------ | ------ | ------ | ------ | ------ | ------ | -------------------------------------------------------- | -------------------------------------------------------- | -------------------------------------------------------- |
| 2016/17 |        |        |        |        |        |        | 10     |        |        | Tweede Prov. Lim. A                                      | 36                                                       |                                                          |
| 2017/18 |        |        |        |        |        |        | 10     |        |        | Tweede Prov. Lim. A                                      | 39                                                       |                                                          |
| 2018/19 |        |        |        |        |        |        | 6      |        |        | Tweede Prov. Lim. A                                      | 45                                                       |                                                          |
| 2019/20 |        |        |        |        |        |        | 13     |        |        | Tweede Prov. Lim. A                                      | 26                                                       | Vroegtijdig stopgezet wegens de Coronacrisis             |
| 2020/21 |        |        |        |        |        |        | -      |        |        | Tweede Prov. Lim. A                                      | -                                                        | Seizoen geschrapt wegens de Coronacrisis                 |
| 2021/22 |        |        |        |        |        |        | 14     |        |        | Tweede Prov. Lim. A                                      | 23                                                       | Degradatie                                               |
| 2022/23 |        |        |        |        |        |        |        | 1      |        | Derde Prov. Lim. B                                       | 72                                                       | Promotie                                                 |
| 2023/24 |        |        |        |        |        |        | 5      |        |        | Tweede Prov. Lim. B                                      | 48                                                       | Promotie door de eindronde te winnen                     |
| 2024/25 |        |        |        |        |        | 13     |        |        |        | Eerste Prov. Limburg                                     | 26                                                       |                                                          |
| 2025/26 |        |        |        |        |        |        |        |        |        | Eerste Prov. Limburg                                     |                                                          |                                                          |

## Bekende spelers
- Gökhan Kardes (tot 2005)